# Thủy điện Công Quả Kiều
Thủy điện Công Quả Kiều là thủy điện xây dựng trên dòng sông Lan Thương (Mê Kông) ở huyện Vân Long tỉnh Vân Nam Trung Quốc.
Đập Công Quả Kiều là đập trọng lực, với nhà máy thủy điện có công suất 900 MW với 4 tổ máy. Việc xây dựng bắt đầu năm 2008 và dòng sông đã được chuyển hướng quanh vị trí đập trong năm 2009. Việc bố trí bê tông năm tới bắt đầu và năm 2011 máy phát điện đầu tiên đã được đưa vào hoạt động. Trạm điện 900 MW đã hoạt động hoàn toàn vào ngày 21 tháng 6 năm 2012 .